# Нанкинский мост через реку Янцзы
Нанкинский мост через реку Янцзы (кит. 南京長江大橋, пиньинь Nánjīng Chángjiāng Dàqiáo) — двухъярусный мост через реку Янцзы в Нанкине, Китай. Соединяет районы Пукоу и Гулоу. Является первым мостом через реку Янцзы с двумя этажами для железнодорожного и автомобильного транспорта, который сконструирован и сооружён КНР по советскому проекту.
Его верхняя палуба (ярус) является частью Китайского национального шоссе 104 протяженностью 4588 метров. Его нижняя палуба — с двухпутной железной дорогой протяженностью 6772 метра. Правый мост состоит из девяти опор с максимальным пролетом 160 метров и общей длиной 1576 метров. По мосту ежедневно проходит 190 поездов и 80 000 автомобилей.
После Второй китайско-японской войны китайская железнодорожная сеть находилась в плохом состоянии. Реконструкция началась сразу после образования Китайской Народной Республики, так что к середине 1950-х годов протяженность линии превзошла довоенную. Для дальнейшего расширения железной дороги большие реки, протекающие в направлении запад-восток, представляли все большую проблему, поскольку они препятствовали соединению возникающих подсетей. В связи с этим приоритет отдавался строительству крупных соединительных мостов. После того, как в 1957 году было завершено строительство моста в Ухане, ставшего первым мостом через Янцзы, самую длинную реку Китая, в 1960 году началось строительство моста Нанкин-Янцзы. До этого реку Янцзы пересекал железнодорожный паром в Нанкине. В 1968 году мост был открыт для движения транспорта как первый китайский мост такого размера, строительство которого не было завершено иностранными инженерами. Строительство этого железнодорожно-автомобильного моста было полностью завершено 29 декабря 1968 года.
Для обеспечения растущего дорожного движения в 2001 году был открыт второй мост Нанкин-Янцзы, в 2005 году — третий мост Нанкин-Янцзы, а в 2012 году — четвертый мост Нанкин-Янцзы. Поскольку железнодорожное движение по двухпутному мосту Янцзы постоянно увеличивалось, в 2011 году примерно в 20 километрах выше по течению был открыт мост Дашэнгуань, который имеет шесть путей для высокоскоростного железнодорожного движения и метро Нанкина.
Мост Нанкин-Янцзы состоит из стальной конструкции с четырехполосной дорогой на верхнем ярусе, а по нижнему ярусу проходит существующая железнодорожная линия из Пекина в Шанхай. Стальная конструкция, пересекающая реку Янцзы, имеет длину 1557 метров. С обеих сторон имеются подъездные пандусы для автомобильного и железнодорожного движения; общая длина моста составляет 4589 метров для автомобильного движения и 6772 метра для железнодорожного. На момент открытия мост Янцзы был самым длинным комбинированным железнодорожным и автомобильным мостом в мире. На верхней палубе есть дорожки шириной два метра. Более 1500 прожекторов освещают стальную конструкцию в ночное время.
Нанкинский мост Янцзы также стал известен как место для многочисленных попыток самоубийства. Поэтому сенсацию вызвала история китайца Чен Си, который, по сообщениям некоторых СМИ, предотвратил самоубийство более 300 человек, регулярно проверяя пешеходные дорожки. По информации СМИ, Нанкинский мост через реку Янцзы превзошел мост Золотые ворота в США как наиболее частое место для совершения самоубийств в мире: к 2006 году было совершено более 2000 самоубийств.